# De père en flic
De père en flic és una pel·lícula quebequesa realitzada i coguionada per Émile Gaudreault estrenada el 8 de juliol de 2009. És una comèdia policíaca amb Michel Côté i Louis-José Houde en els papers de dos policies, pare i fill, que es detesten.
La pel·lícula va aconseguir 11 milions de dòlars a la taquilla, convertint-se en la pel·lícula de llengua francesa que en va treure més en total al "box office" en la història canadenca.

## Argument
Un pare combatiu i el seu fill han de repassar la seva relació, tant si els agrada com si no, en aquesta comèdia del cineasta francès canadenc Emile Gaudreault.
Jacques (Michel Cote) és un dur detectiu de policia que treballa al costat del seu fill Marc (Louis-Jose Houde); Marc sembla poca cosa, i a Jacques li agrada fer acudits cruels a expenses del seu fill, especialment des que la xicota de Marc el va deixar. A Jacques i Marc els han assignat per perseguir els líders d'una banda de bikers anomenada The Blood Machine, les activitats criminals de la qual s'han expandit últimament i es dediquen a fer segrestaments. Jacques pensa que una bona manera d'arribar als caps de la banda és seguir el seu advocat Charles (Remy Girard), i quan Charles marxa uns dies als boscos del Nord amb el seu fill Tim (Patrick Drolet), Jacques i Marc hi van també i s'apunten una setmana en per a una teràpia de grup. Mentre Charles i el seu fill aprofundeixen en el seu interior, Jacques ha de fer igual amb Marc, encara que cap dels dos no sembla interessat a entendre's mentre esperen que Charles deixi anar alguna informació útil.

## Repartiment

### Personatges principals
- Michel Côté: Jacques Laroche
- Louis-José Houde: Marc Laroche
- Rémy Girard: Me Charles Bérubé
- Patrick Drolet: Tim Bérubé
- Caroline Dhavernas: Geneviève
- Jean-Michel Anctil: Luc «Mononc» Tardif
- Robin Aubert: Gilbert Bouchard

### Personatges secundaris
- Sylvie Boucher: Nathalie Bérubé
- Luc Senay: Simon
- Pierre Collin: Antoine
- Normand D'Amour: Roberto
- Patrice Coquereau: Langlis
- Jonathan Gagnon: Benoît
- Clermont Jolicoeur: Jules
- Sébastien Huberdeau: Simard
- JiCi Lauzon: Xef Scullion
- Michel Laperrière: Alcalde de Montreal

## Adaptació per als Estats Units
El 10 de novembre de 2009, Sony Pictures va anunciar que havia fet l'adquisició dels drets del film per fer una adaptació pels Estats Units.